# Liechtensteiner-Cup 1999-2000
La Liechtensteiner-Cup 1999-2000 è stata la 55ª edizione della coppa nazionale del Liechtenstein conclusa con la vittoria finale del Vaduz, al suo ventinovesimo titolo e terzo consecutivo.

## Formula
Alla competizione, che si svolse ad eliminazione diretta con partita unica, parteciparono le sette squadre del principato che potevano iscrivere anche più di un team.

## Ottavi di finale
Gli incontri si giocarono il 19 e il 20 ottobre 1999. Il FC Vaduz venne direttamente ammesso ai quarti.
| Squadra 1               | Risultato   | Squadra 2         |
| ----------------------- | ----------- | ----------------- |
| FC Triesen II           | 4 - 3 (rig) | FC Schaan Azzurri |
| FC Balzers II           | 2 - 1       | FC Triesenberg    |
| FC Triesenberg II       | 0 - 9       | FC Balzers        |
| FC Triesen              | 2 - 1 (rig) | FC Vaduz II       |
| FC Vaduz III            | 3 - 0       | FC Ruggell        |
| FC USV Eschen/Mauren II | 0 - 3       | FC Schaan         |
| FC Ruggell II           | 2 - 4       | USV Eschen/Mauren |

## Quarti di finale
Gli incontri si giocarono tra il 9 novembre 1999 e il 5 aprile 2000.
| Squadra 1     | Risultato | Squadra 2         |
| ------------- | --------- | ----------------- |
| FC Triesen II | 0 - 22    | Vaduz             |
| FC Vaduz III  | 0 - 2     | FC Balzers        |
| FC Triesen    | 2 - 1     | USV Eschen/Mauren |
| FC Balzers II | 1 - 2     | FC Schaan         |

## Semifinale
Gli incontri si giocarono l'11 e 12 aprile 2000.
| Squadra 1  | Risultato   | Squadra 2  |
| ---------- | ----------- | ---------- |
| FC Schaan  | 7 - 8 (rig) | FC Balzers |
| FC Triesen | 0 - 3       | Vaduz      |

## Finale
| Vaduz                                                                                          | Vaduz     | 6 – 0 | FC Balzers | Rheinpark Stadion |
| \| \| \| \| \| Polverino 7’ Hasler 43’ 79’ Hafner 72’ Telser 75’ Slekys 85’ \| Marcatori \| \| |           |       |            |                   |
|                                                                                                |           |       |            |                   |
| Polverino 7’ Hasler 43’ 79’ Hafner 72’ Telser 75’ Slekys 85’                                   | Marcatori |       |            |                   |